# Жээренчи
Жээренчи (кирг. Жээренчи) — село в Узгенском районе Ошской области Кыргызстана. Входит в состав Жазыского аильного округа. Код СОАТЕ — 41706  255 824 03 0

## Население
По данным переписи 2023 года, в селе проживало 4 061 человек.